# Julija Taratynawa
Julija Taratynawa (białorus. Юлія Таратынава, ros. Юлия Таратынова, Julija Taratynowa, ur. 25 maja 1983) – białoruska lekkoatletka specjalizująca się w skoku o tyczce.

## Osiągnięcia
- wielokrotna reprezentantka kraju na pucharze Europy
- wielokrotna mistrzyni i rekordzistka[1] Białorusi

## Rekordy życiowe
- skok o tyczce (stadion) – 4,20 (2007)
- skok o tyczce (hala) – 4,05 (2006)